# Euxiphidiopsis capricercus
Euxiphidiopsis capricercus is een rechtvleugelig insect uit de familie sabelsprinkhanen (Tettigoniidae). De wetenschappelijke naam van deze soort is voor het eerst geldig gepubliceerd in 1943 door Tinkham als Xiphidiopsis capricercus.